# Râul Călmățui, Siret
Râul Călmățui este un curs de apă, afluent al râului Siretului. 